# Lecointea tango
Lecointea tango är en ärtväxtart som först beskrevs av Paul Carpenter Standley, och fick sitt nu gällande namn av Luiz Emygdio de Mello Filho och A.G.Andrade. Lecointea tango ingår i släktet Lecointea och familjen ärtväxter. Inga underarter finns listade i Catalogue of Life.